# Balciszki
Balciszki (biał. Ба́льцішкі; ros. Бальтишки) – wieś na Białorusi, w obwodzie witebskim, w rejonie brasławskim, w sielsowiecie Dalekie.

## Historia
W czasach zaborów w granicach Imperium Rosyjskiego.
W 1865 wieś, zamieszkiwało tu 21 osób. Należała do gminy Bohiń i podlegała pod parafię Ikaźń.
W dwudziestoleciu międzywojennym wieś leżała w Polsce, w województwie nowogródzkim (od 1926 w województwie wileńskim), w powiecie dziśnieńskim (od 1926 w powiecie brasławskim), w gminie Bohiń a następnie w gminie Opsa.
Według Powszechnego Spisu Ludności z 1921 roku wieś zamieszkiwało 55 osób, 40 było wyznania rzymskokatolickiego a 15 prawosławnego. Jednocześnie 51 mieszkańców zadeklarowało polską przynależność narodową a 4 białoruską. Było tu 10 budynków mieszkalnych. W 1931 w 11 domach zamieszkiwały 54 osoby.
Miejscowość należała do parafii rzymskokatolickiej w Dalekim i prawosławnej w m. Bohiń. Podlegała pod Sąd Grodzki w Opsie i Okręgowy w Wilnie; właściwy urząd pocztowy mieścił się w Opsie.